# Jean-François Ndongou
Jean-François Ndongou (né vers 1960) est un homme politique gabonais. Plusieurs fois membre du gouvernement, il a notamment été ministre de l'Intérieur sous la présidence d'Ali Bongo (2009-2012) ainsi que ministre d'État chargé des Affaires sociales (2007-2009). Il a également été ministre délégué aux Finances, puis aux Affaires étrangères sous Omar Bongo. Après le coup d'État d'août 2023, il est nommé par Brice Oligui Nguema président de l'Assemblée nationale de transition.
Membre du Parti démocratique gabonais (PDG), il est député de Mandji (Ndolou) depuis 2001.

## Biographie
Né vers 1960, Jean-François Ndongou obtient une maîtrise en sciences de gestion pendant ses études supérieures.

### Carrière politique

#### Entrée au gouvernement
Membre du Parti démocratique gabonais (PDG), Jean-François Ndongou est ministre délégué aux Finances puis aux Affaires étrangères sous Omar Bongo.    

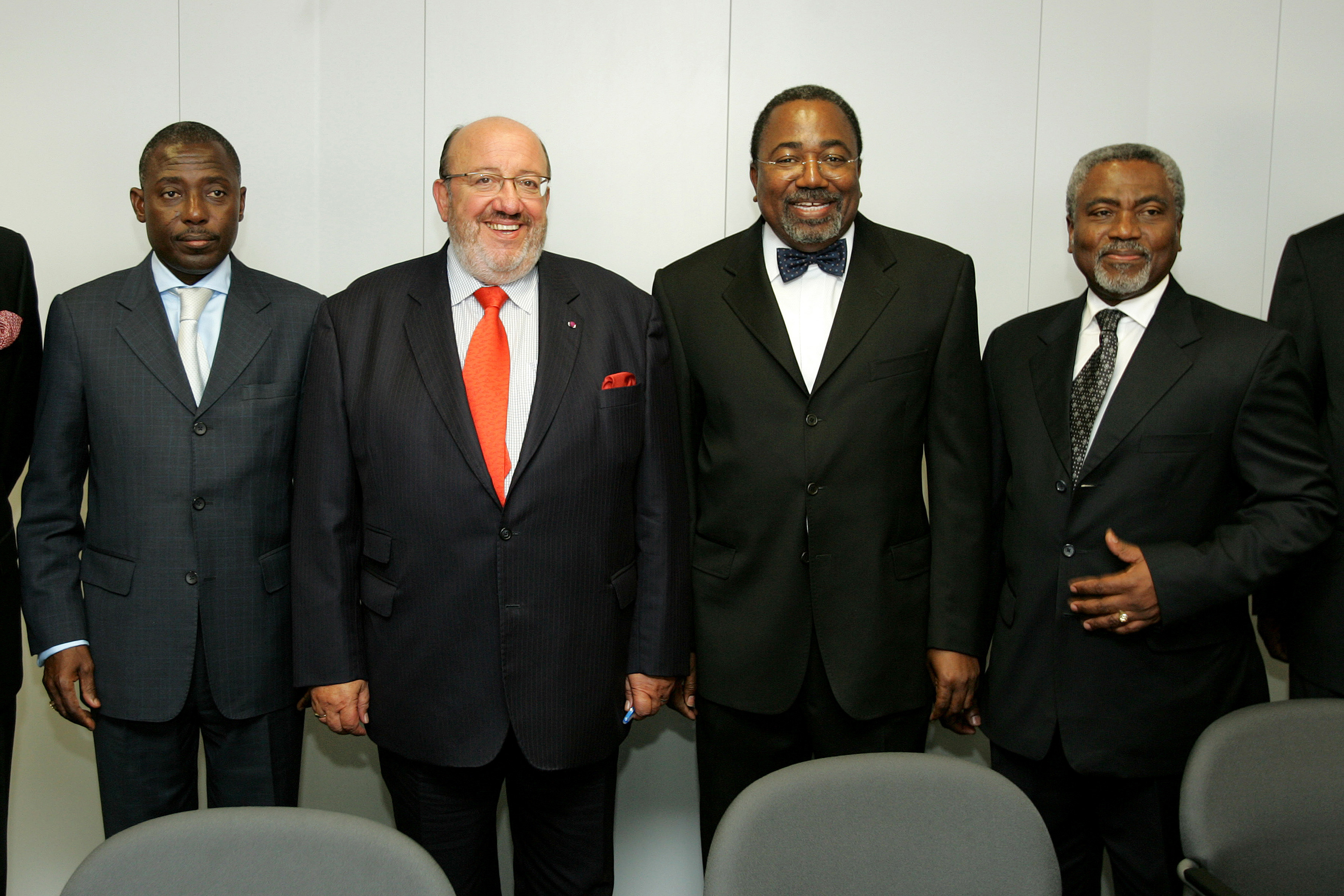
Jean-François Ndongou (à gauche) en 2005 lors d'une visite officielle à la Commission européenne, avec Louis Michel, Rodolphe Adada et Raymond Ramazani Baya.

Le 16 juillet 2007, il est nommé par décret ministre d'État chargé des Affaires sociales, de la Solidarité nationale, du Bien-être et de la Lutte contre la pauvreté dans le gouvernement de Jean Eyeghe Ndong. Il remplace à ce poste Louis-Gaston Mayila, démissionnaire après avoir créé son propre parti, l'Union pour la nouvelle République (UPNR). Jean-François Ndongou est alors remplacé au poste de ministre délégué aux Affaires étrangères par Michel Mboussou.  
Le 14 janvier 2009, à l'occasion d'un remaniement, il est nommé ministre auprès du Premier ministre, chargé de la coordination et du suivi de l’action gouvernementale. 

#### Ministre de l'Intérieur (2009-2014)
À la suite du décès d'Omar Bongo le 8 juin 2009, il est nommé Ministre de l'Intérieur dans le gouvernement d’intérim de Rose Rogombé, succédant le 24 juin à André Mba Obame. À ce poste, il est notamment chargé d'organiser l'élection présidentielle de 2009. Quand Ali Bongo, fils du défunt président, devient officiellement candidat, Jean-François Ndongou le remplace au sein du gouvernement en assurant l’intérim du ministère de la Défense.  
Après l'élection de ce dernier, Jean-François Ndongou doit gérer la crise post-électorale, l'opposition contestant les résultats du scrutin. Des scènes de violences éclatent au Gabon et sont réprimées par les forces de l'ordre et l'armée, notamment à Port-Gentil où sont comptabilisés 3 morts. Face aux critiques de la société civile et de la communauté internationale, Jean-François Ndongou se défend en indiquant qu'aucune des victimes « n'a reçu une balle tirée d'une arme militaire » et qu'il est « prêt à accepter une enquête internationale »,.  
Il conserve son poste de Ministre de l'Intérieur au sein du gouvernement de Paul Biyoghe Mba, premier de la présidence d'Ali Bongo, et laisse le ministère de la Défense à Angélique Ngoma en octobre 2009. Il est reconduit au sein des gouvernements de Raymond Ndong Sima (2012) et Daniel Ona Ondo (2014). 

#### Président du CNC (2014-2018)
Le 10 mars 2014, Jean-François Ndongou est démis du poste de Ministre de l'Intérieur et nommé président du Conseil national de la communication (CNC), organe de régulation de la presse gabonaise, par le Conseil des Ministres,. Il succède le 18 mars à Guy-Bertrand Mapangou, qui prend sa place au ministère de l'Intérieur,. Il reste à ce poste jusqu'au 31 mai 2018, date où il est remplacé au CNC, devenu la Haute autorité de la communication (HAC), par Raphaël Ntoutoume Nkoghe.

#### Député de Mandji (depuis 2001)
Lors des élections législatives de 2001, Jean-François Ndongou est élu député de Mandji, dans le département de Ndolou. Il sera réélu lors des élections de 2006 et de 2011.
Candidat à sa propre succession lors des législatives de 2018, sa campagne est entachée d'accusations de détournement de fonds. Il est malgré tout réélu avec 60,23 % des voix dès le premier tour.

#### Présidence de l'Assemblée nationale (2023)
Après le coup d'État d'août 2023, il est nommé par Brice Oligui Nguema président de l'Assemblée nationale de transition. Il prend officiellement ses fonctions le 15 septembre.